# ۱۹ ماهی
۱۹ ماهی یک ستاره است که در صورت فلکی ماهی قرار دارد.